# Лилльстрём, Элизабет
Элизабет Лилльстрём (швед. Elisabeth Lillström, 1717 — 4 апреля 1791) — шведская актриса и оперная певица (сопрано). Мать актрисы Элизабет Олин.

## Биография
Сведений о родителях Элизабет не сохранилось. Известно, что её девичья фамилия была Сёдерман. Она была замужем за музыкантом Петтером Лилльстрёмом (1714—1776), работавшем в оркестре театра в Боллхусете по меньшей мере с 1744 г. Она жила в период становления профессионального театра в Швеции. В 1737 г. при покровительстве короля в Боллхусете был открыт первый театр, исполнявший произведения на шведском языке. В связи с этим потребовалось создать группы актёров из коренных шведов, а не иностранцев. В Швеции не было предубеждений против выступления женщин на сцене, и Элизабет Лилльстрём стала одной из первых шведских актрис.
Элизабет Лиллстрем стала одной из театральных звёзд первого национального шведского театра. В постановках она играла главные женские роли, входила в управляющий театром совет режиссёров из 12 лучших актёров (после 1740 г., когда театр стал частным), то есть одной из четырёх женщин-директоров наряду с Йоханной Лёфблад, Марией Маргаретой Фабриц и Софией Катариной Мурман.
Роли Элизабет в основном неизвестны, как и для остальных актёров, поскольку работа первого национального театра Швеции была плохо документирована, и списки актёров, игравших в пьесах, зачастую отсутствуют. Но известно, что театр ставил не только драматические спектакли, но и оперные пьесы и балет. Он воспитывал отечественных актёров, оперных певцов и артистов балета, но их личности в большинстве своём остались неизвестными. Элизабет Лилльстрём никогда официально не называлась оперной певицей, но часто исполняла певческие партии в театральных пьесах.
После сезона 1753—1754 гг. здание в Боллхусете было передано французскому театру Дю Лондель. Единственный шведский театр распался на две труппы: театр под управлением Петера Линдаля и Юхана Бергхольца и театр Петтера Стенборга (Stenborgs Sällskap). Элизабет Лилльстрём присоединилась к театру Стенборга, выступавшему в различных городах Стокгольма и Финляндии, а её супруг до 1770 г. играл на органе в церкви Катарины в Стокгольме до 1770 г., но его имя также встречается среди музыкантов театральной труппы.
О дальнейшей жизни Элизабет известно мало. В 1761—1762 гг. труппа Стенборга получила разрешение исполнять шведские пьесы в Боллхусете. В 1770 г. трое членов первой труппы шведских актёров (Петер Пальмберг, Кристиан Кнёппель и Элизабет Лилльстрём) получили торжественную похвалу за их ценный вклад в культуру нации.
Дочь Элизабет Лилльстрём, Элизабет Олин, в 1747 г. дебютировавшая в театре в одной постановке с мамой в «Свирели», стала известной концертной певицей и первой оперной примадонной шведской Королевской оперы после её основания в 1773 г.